# NGC 2370
NGC 2370 je galaksija u zviježđu Blizancima.

## Vanjske poveznice
- SEDS: NGC 2370